# Apaciguador (matemáticas)

Un apaciguador (arriba) en dimensión uno. En la parte inferior, en rojo hay una función con una esquina (izquierda) y un salto brusco (derecha), y en azul está su versión apaciguada

En matemáticas, un apaciguador (nombre original en inglés: mollifier), también conocido como aproximación a la identidad, es una función suave con propiedades especiales, que se utiliza, por ejemplo, en la teoría de distribuciones para crear sucesiones de funciones suaves que se aproximan a funciones (generalizadas) no suaves, mediante convolución. Intuitivamente, dada una función que sea bastante irregular, puede "suavizarse" al convolucionarla con un apaciguador, es decir, se obtiene una función con los rasgos angulosos suavizados, pero sin dejar de permanecer cerca de la función (generalizada) original que no es suave.
A estas funciones también se las conoce como apaciguadores de Friedrichs en referencia a Kurt Otto Friedrichs, el matemático que las ideó.

## Definición

Una función en proceso de apaciguamiento progresivo

## Ejemplo concreto

La función ' en dimensión uno